# Zmarli w maju 2020

## Maj 2020
- 31 maja
  - Henryk Antkowiak – polski działacz turystyczny, Honorowy Obywatel Miasta Jawora[1][2][3]
  - Walerij Buniakin – rosyjski aktor[4]
  - Christo – amerykański artysta pochodzenia bułgarskiego, przedstawiciel sztuki krajobrazu[5]
  - Helena Gawrońska – polski biolog, specjalistka w zakresie fizjologii roślin, ekofizjologii, fizjologii molekularnej, prof. dr hab.[6][7]
  - David Hales – brytyjski pianista[8]
  - Danny Havoc – amerykański wrestler[9]
  - Wajid Khan – indyjski kompozytor[10]
  - Bronisław Liberda – polski malarz i grafik, kierownik teatru[11]
  - Mala – indyjska siostra zakonna, pierwsza przełożona Misjonarek Miłości w Polsce (1983–1988)[12]
  - Bob Northern – amerykański waltornista jazzowy[13]
  - Jayanendra Chand Thakuri – nepalski aktor[14]
  - Czesław Wala – polski duchowny rzymskokatolicki, ksiądz infułat, kawaler orderów[15]
- 30 maja
  - Michael Angelis – brytyjski aktor[16]
  - Yawovi Agboyibo – togijski polityk, premier Togo (2006–2007)[17]
  - Kazimierz Bujar – polski działacz żużlowy, prezes RKM Rybnik[18]
  - Roger Decock – belgijski kolarz[19]
  - Gloria DeNard – amerykańska piosenkarka jazzowa, pianistka i kompozytorka, pedagog muzyczny[20]
  - Bobby Dimond – australijski rugbysta, reprezentant kraju[21]
  - Michel Gauthier – kanadyjski polityk i samorządowiec, lider Bloku Quebecu[22]
  - Stanisław Grodziski – polski historyk prawa, były dziekan Wydziału Prawa i Administracji Uniwersytetu Jagiellońskiego[23]
  - Józef Grzesiak – polski pięściarz[24]
  - Mady Mesplé – francuska śpiewaczka operowa[25]
  - Bobby Joe Morrow – amerykański lekkoatleta, sprinter[26]
  - Louise Page – brytyjska dramaturg[27]
  - Don Weller – angielski muzyk jazzowy; saksofonista tenorowy i kompozytor[28]
- 29 maja
  - Juljen Bałmusow – rosyjski aktor[29]
  - Janusz Chodnikiewicz – polski reżyser i producent filmów dokumentalnych[30][31]
  - Curtis Cokes – amerykański bokser, były zawodowy mistrz świata[32]
  - Beverly Direnzo – amerykańska kulturystka[33][34]
  - Abd ar-Rahman al-Jusufi – marokański polityk i prawnik, premier Maroka (1998–2002)[35]
  - Alfred Kolleritsch(inne języki) – austriacki dziennikarz, poeta i filozof[36]
  - Jekatierina Liachowa – rosyjska aktorka[37]
  - Jerzy Pilch – polski pisarz[38]
  - Louis P. Sheldon – amerykański duchowny prezbiteriański, a następnie anglikański, działacz chrześcijański[39]
  - Marian Stępień – polski duchowny rzymskokatolicki, ksiądz prałat, Honorowy Obywatel Gminy Łososina Dolna[40]
  - Célio Taveira Filho – brazylijski piłkarz[41]
- 28 maja
  - Guy Bedos – francuski aktor i satyryk[42]
  - Claude Goasguen – francuski polityk i prawnik, minister ds. reform (1995)[43]
  - Gustavo Guillén – argentyński aktor[44]
  - Eduard Gustin – rosyjski dyrygent[45]
  - Claude Heater – amerykański śpiewak operowy, aktor niezawodowy[46]
  - Agapit (Horáček) – niemiecki duchowny prawosławny pochodzenia czeskiego, biskup Rosyjskiego Kościoła Prawosławnego poza granicami Rosji[47]
  - Władimir Konowałow – rosyjski reżyser filmów dokumentalnych[48]
  - Bob Kulick – amerykański gitarzysta[49]
  - Marian Makarski – polski architekt[50]
  - Bogusław Mrozek – polski badacz stosunków międzynarodowych, prof. dr hab.[51]
  - Konstancja Nałęcz-Raczyńska-Bojanowska – polski biochemik, prof. dr hab.[52][53]
  - Lennie Niehaus – amerykański muzyk jazzowy, kompozytor muzyki filmowej[54][55]
  - Jaroslav Švach – czeski piłkarz[56]
  - Bob Weighton – brytyjski superstulatek, najstarszy mężczyzna na świecie[57]
  - Ivo Widlak – polski dziennikarz i prezenter telewizyjny[58]
  - Andrzej Ziemowit Zimowski – polski pisarz i dziennikarz[59][60]
- 27 maja
  - Franco Battistelli – włoski historyk[61]
  - Sam Johnson – amerykański polityk, członek Izby Reprezentantów (1991–2019)[62]
  - Zenobiusz Kozik – polski historyk i politolog, prof. dr hab.[63]
  - Larry Kramer – amerykański scenarzysta[64]
  - Marian Makarski – polski architekt, malarz, pisarz[65]
  - Liesbeth Migchelsen – holenderska piłkarka[66]
  - Aldo Nardin – włoski piłkarz[67]
  - Bogumiła Sawa – polska regionalistka, historyczka i publicystka[68]
  - Krzysztof Żołnierowicz – polski mistrz międzynarodowy w szachach[69]
- 26 maja
  - Mykola Balandiuk – ukraiński polityk, parlamentarzysta[70]
  - Óscar Braga – angolski duchowny katolicki, emerytowany biskup Benguela[71]
  - Federico Garcia Vigil – urugwajski kompozytor, dyrygent[72]
  - Richard Herd – amerykański aktor[73]
  - Irm Hermann – niemiecka aktorka[74]
  - Wacław Hryniewicz – polski duchowny i teolog rzymskokatolicki, prof. dr hab., działacz ekumeniczny[75]
  - Prahlad Jani – hinduski mnich[76]
  - Grzegorz Kersten – polsko-kanadyjski ekonomista i informatyk, prof. n. ekonomicznych[77]
  - Witold Knast – polski chirurg, por. dr hab.[78]
  - Władimir Łopuchin – rosyjski polityk, minister energetyki (1991–1992)[79]
  - Christian Mbulu – angielski piłkarz[80]
  - Glyn Pardoe – angielski piłkarz[81]
  - Zbigniew Pryjmak – polski fotograf[82]
  - Tony Scannell – irlandzki aktor[83]
  - John Wragg – angielski artysta plastyk; rzeźbiarz modernistyczny i malarz figuratywny[84]
  - Stefan Wyczyński – polski muzyk ludowy, animator kultury[85][86][87]
- 25 maja
  - Oswaldo Álvarez – brazylijski trener, selekcjoner reprezentacji Brazylii w piłce nożnej kobiet[88][89]
  - Joseph Bouasse – kameruński piłkarz[90]
  - Marcelo Campanal – hiszpański piłkarz[91]
  - Stanley Ho – przedsiębiorca i miliarder pochodzący z Hongkongu[92][93]
  - Łyczezar Kacarski – bułgarski aktor[94]
  - Renate Krößner – niemiecka aktorka[95]
  - Paolo Mietto – włoski duchowny katolicki, misjonarz, emerytowany wikariusz apostolski Napo w Ekwadorze[96]
  - Antoni Pieniążek – polski prawnik, prof. dr hab.[97]
  - Hyun Soong-jong – południowokoreański polityk, wojskowy i nauczyciel akademicki, premier Korei Południowej (1992–1993)[98]
  - Edmund Semrau – polski kapitan WP w stanie spoczynku, uczestnik II wojny światowej, Honorowy Obywatel Bredy[99][100]
  - Balbir Singh – indyjski hokeista na trawie, trzykrotny złoty medalista olimpijski[101]
  - Vadão – brazylijski trener piłkarski[102]
- 24 maja
  - Jimmy Cobb – amerykański perkusista jazzowy[103][104]
  - José Roberto Figueroa – honduraski piłkarz[105]
  - Hussain Ahmad Kanjo – pakistański polityk, minister nauki (2002–2007)[106]
  - Edyta Jurkowlaniec-Kopeć – polska biolog, dr hab., profesor Uniwersytetu Gdańskiego[107]
  - Jan Kochanowicz – polski nauczyciel i działacz sportowy, Honorowy Obywatel Miasta Olsztyna[108]
  - Jerzy Kukorowski – polski malarz i scenograf[109]
  - Lily Lian – francuska piosenkarka[110]
  - Ireneusz Mintus – polski przedsiębiorca i działacz sportowy, prezes ŁKS Łódź (1989–1993)[111][112][113]
  - Kazimierz Semrau – polski żołnierz, kapitan WP w stanie spoczynku, uczestnik II wojny światowej, kawaler orderów[114]
  - Zdena Tominová – czeska pisarka, sygnatariuszka Karty 77[115]
  - Aleksandr Wiktorow – rosyjski architekt[116]
  - Anna Zawadzka – polska pedagog, specjalistka w zakresie pedagogiki społecznej, prof. dr hab.[117][118]
- 23 maja
  - Alberto Alesina – włoski ekonomista[119]
  - Mohit Baghel – indyjski aktor[120]
  - Maria Velho da Costa(inne języki) – portugalska pisarka[121]
  - Roza Jakimowa – rosyjska aktorka[122]
  - Fabrice Lepaul – francuski piłkarz[123]
  - Eddie Sutton – amerykański koszykarz i trener[124]
  - Johann Weber – austriacki duchowny rzymskokatolicki, biskup Graz-Seckau[125]
- 22 maja
  - Heather Chasen – angielska aktorka[126]
  - Ashley Cooper – australijski tenisista[127]
  - Adam Henein – egipski rzeźbiarz[128]
  - Mory Kanté – gwinejski wokalista i muzyk[129]
  - Anatolij Matwijenko – ukraiński polityk, premier Krymu (2005), lider Komsomołu, Platformy Republikańskiej i Partii Ludowo-Demokratycznej[130]
  - Miljan Mrdaković – serbski piłkarz, reprezentant kraju[131]
  - Cristina Pezzoli – włoska reżyserka teatralna[132]
  - Tadeusz Roszkowski – polski działacz konspiracji w czasie II wojny światowej, uczestnik powstania warszawskiego, kawaler orderów[133]
  - Luigi Simoni – włoski piłkarz i trener[134]
  - Jerry Sloan – amerykański koszykarz[135]
  - Złati Wyłczew – bułgarski lekkoatleta, biegacz[136]
- 21 maja
  - Berith Bohm – szwedzka śpiewaczka operowa[137]
  - Vincenzo Cappelletti – włoski filozof[138]
  - Jordan Diakiese – francuski piłkarz[139]
  - Aleksandr Gierasimow – rosyjski hokeista, mistrz olimpijski (1984)[140]
  - Steven Hanford – amerykański perkusista, członek zespołu Poison Idea[141][142]
  - Neil Howlett – angielski śpiewak operowy (baryton)[143]
  - Siergiej Kramarienko – radziecki generał, as myśliwski, Bohater Związku Radzieckiego[144]
  - Anatolij Krasikow – rosyjski dziennikarz, religioznawca, politolog[145]
  - Roberto Moya – kubański lekkoatleta, brązowy medalista olimpijski (1992)[146]
  - Marek Nawalany – polski specjalista w zakresie inżynierii i ochrony środowiska, prof. dr hab. inż.[147]
  - Héctor Ochoa – argentyński piłkarz[148]
  - David Pawson – brytyjski kaznodzieja i pastor ewangelikalny[149]
  - Miroslav Radovanović – jugosłowiański i serbski piosenkarz[150]
  - Bekim Sejranović – bośniacki pisarz i tłumacz[151]
  - Gerhard Strack – niemiecki piłkarz[152]
  - Oliver Williamson – amerykański ekonomista, laureat Nagrody Banku Szwecji im. Alfreda Nobla w dziedzinie ekonomii[153][154]
- 20 maja
  - Syed Fazal Agha – pakistański polityk[155]
  - Giennadij Czawka – rosyjski elektronik, prof. dr hab. inż.[156]
  - William J. Keating – amerykański prawnik i menedżer, członek Izby Reprezentantów (1971–1974)[157]
  - Margaret Maughan – brytyjska paraolimpijka, złota medalistka w łucznictwie, pływaniu, darcie i bowls[158][159][160]
  - Adolfo Nicolás – hiszpański zakonnik i duchowny rzymskokatolicki, przełożony generalny Towarzystwa Jezusowego (2008–2016)[161]
  - Howard C. Nielson – amerykański polityk, członek Izby Reprezentantów (1983–1991)[162]
  - Pimen – rumuński duchowny prawosławny, arcybiskup[163]
  - Liudmiła Roszkowan – rosyjska aktorka i reżyserka[164]
  - Józef Szczypka – polski rzeźbiarz, wykładowca akademicki[165]
  - Gianfranco Terenzi – sanmaryński polityk, kapitan regent San Marino (1987–1988, 2000–2001, 2006, 2014–2015)[166]
  - Hector Thompson – australijski bokser[167]
  - Andrzej Wojtczak – polski lekarz, prof. dr hab., podsekretarz stanu w Ministerstwie Zdrowia i Opieki Społecznej (1989–1991)[168]
- 19 maja
  - Richard Anuszkiewicz – amerykański malarz i grafik[169]
  - Bert Bial – amerykański fagocista i kontrabasista; muzyk i oficjalny fotograf Filharmonii Nowojorskiej[170]
  - Annie Glenn – amerykańska filantrop, działaczka na rzecz niepełnosprawnych[171]
  - Nikołaj Iwakin – rosyjski poeta[172]
  - Bogusław Kalinecki – polski działacz samorządowy[173]
  - Gerhard Leitner – austriacki polityk[174]
  - Charles Lippincott – amerykański specjalista w zakresie marketingu filmowego[175]
  - Hagen Mills – amerykański aktor[176]
  - Salah Stétié(inne języki) – libański pisarz i poeta[177]
  - Krzysztof Stypuła – polski inżynier leśnictwa i budownictwa, wykładowca akademicki[178][179]
  - Timofiej Szełuchin – rosyjski pisarz[180]
  - Surapong Tovichakchaikul – tajski polityk, wicepremier Tajlandii (2012–2014)[181]
  - Ravi Zacharias – kanadyjsko-amerykański apologeta chrześcijański i autor ponad 30 książek (w tym bestsellerów)[182]
- 18 maja
  - Leonard Adamowicz – polski archeolog[183]
  - Michael Alania – polsko-gruziński fizyk, prof. dr hab.[184][185]
  - Andrzej Bizoń – polski aktor niezawodowy, model, Mister Poland (2000)[186][187]
  - Zdzisław Dywan – polski filozof, logik, dr hab.[188]
  - Marko Elsner – słoweński piłkarz[189]
  - Nikola Filipović – chorwacki architekt[190]
  - Małgorzata Janiszewska – polska bibliotekarka, Honorowa Obywatelka Piwnicznej[191][192]
  - Jan Lesiak – polski pułkownik SB i UOP[193]
  - Vincent Malone – brytyjski duchowny katolicki, biskup[194]
  - George Mikell – australijski aktor[195]
  - Ken Osmond – amerykański aktor[196]
  - Romana Próchnicka – polska aktorka, reżyser i scenarzystka teatralna[197]
  - Michelle Rossignol – kanadyjska aktorka[198]
  - Susan Rothenberg – amerykańska malarka[199]
  - Józef Słobosz – polski grafik, wykładowca akademicki[200]
  - Willie K – amerykański muzyk pochodzenia hawajskiego[201]
- 17 maja
  - Grzegorz Bugajak – polski duchowny rzymskokatolicki, filozof, dr hab.[202][203]
  - José Cutileiro – portugalski pisarz i dyplomata, sekretarz generalny Unii Zachodnioeuropejskiej (1994–1999)[204]
  - Bogdan Długosz – polski kompozytor i aranżer[205][206][207]
  - Zdzisław Dudek – polski publicysta, działacz społeczny oraz działacz opozycji w okresie PRL, kawaler orderów[208]
  - Du Wei – chiński dyplomata, ambasador ChRL w Izraelu[209]
  - Hans-Joachim Gelberg(inne języki) – niemiecki pisarz[210]
  - Marek Grad – polski geofizyk, członek korespondent PAN[211]
  - Antoni Krawczyk – polski historyk kultury, dr hab.[212][213]
  - Jadwiga Kukułczanka – polska tłumaczka[214]
  - Lucky Peterson – amerykański muzyk bluesowy[215][216]
  - Kazimierz Ryć – polski ekonomista, prof. dr hab.[217][218]
  - Jerzy Skąpski – polski artysta malarz, grafik i projektant witraży[219]
  - Juryj Ziser – białoruski przedsiębiorca i działacz społeczny[220]
- 16 maja
  - Julio Anguita – hiszpański polityk[221]
  - Gerard Brady – irlandzki polityk, minister edukacji (1982)[222]
  - Cliff Eyland – kanadyjski malarz i pisarz[223]
  - Krzysztof Głuchowski – polski działacz emigracyjny, publicysta i wydawca, uczestnik powstania warszawskiego[224]
  - Eusebio Grados – peruwiański piosenkarz[225]
  - Raine Loo – estońska aktorka[226]
  - Monique Mercure – kanadyjska aktorka[227]
  - Pilar Pellicer – meksykańska aktorka[228]
  - Bogdan Pop Gjorczew – macedoński reżyser[229]
  - Azad Rahman – banglijski kompozytor[230]
  - Lynn Shelton – amerykańska aktorka, reżyserka, scenarzystka, montażystka i producentka filmowa[231][232]
- 15 maja
  - Ryszard Adamus – polski producent muzyczny i działacz piłkarski[233]
  - Ezio Bosso – włoski pianista, dyrygent i kompozytor muzyki poważnej[234]
  - Bogdan Dworak – polski literat i działacz regionalny[235]
  - Juan Genovés – hiszpański malarz[236]
  - Bohdan Kopczyński – polski adwokat i polityk, poseł na Sejm X i IV kadencji[237]
  - Phil May – angielski piosenkarz[238][239]
  - Marek Model – polski malarz[240]
  - Franco Nenci – włoski bokser[241]
  - Barbara Pikiewicz – polska nauczycielka, działaczka oświatowa i dama orderów[242]
  - Konrad Smolarczyk – polski plastyk, działacz samorządowy[243][244]
  - Maria Stangret-Kantor – polska malarka[245]
  - Fred Willard – amerykański aktor[246]
  - Ryszard Zieniawa – polski judoka i trener judo[247]
- 14 maja
  - Guido Cerniglia – włoski aktor[248]
  - Tony Coll – nowozelandzki rugbysta[249]
  - Janusz Gembalski – polski plastyk, projektant wnętrz, pisarz[250]
  - Phyllis George – amerykańska dziennikarka[251][252]
  - Henryk Jaskuła – polski żeglarz[253]
  - Attila Ladinsky – węgierski piłkarz[254]
  - Jerzy Łapiński – polski aktor[255]
  - Jorge Santana – meksykański gitarzysta[256]
  - Czesław Stanula – polski duchowny rzymskokatolicki, biskup, misjonarz, redemptorysta[257]
- 13 maja
  - Gabriel Bacquier – francuski śpiewak operowy, baryton[258]
  - Gérard Dionne – kanadyjski duchowny katolicki, biskup[259]
  - Tadeusz Dyszkiewicz – polski aktor[260][261][262]
  - Will Forsyth – angielski rugbysta[263]
  - Marek Fryźlewicz – polski samorządowiec, burmistrz Nowego Targu (1996–2014)[264]
  - Rolf Hochhuth – niemiecki dramaturg i powieściopisarz[265][266]
  - Riad Ismat – syryjski polityk, pisarz i reżyser teatralny, minister kultury (2010–2012)[267]
  - Chedli Klibi – tunezyjski polityk, minister kultury (1961–1970, 1971–1973, 1976–1978), sekretarz generalny Ligi Państw Arabskich (1979–1990)[268]
  - Wasilij Liesin – rosyjski malarz i grafik[269]
- 12 maja
  - Felice Cece – włoski duchowny rzymskokatolicki, arcybiskup Sorrento-Castellammare di Stabia[270]
  - Renée Claude – kanadyjska aktorka[271]
  - Renato Corti – włoski duchowny rzymskokatolicki, kardynał, biskup Novary[272]
  - Jerzy Gołaszewski – polski specjalista w zakresie wychowania fizycznego, nauczyciel akademicki i autor podręczników[273][274]
  - Sisavath Keobounphanh – laotański wojskowy, polityk, wiceprezydent (1996–1998), premier Laosu (1998–2001)[275]
  - Astrid Kirchherr – niemiecka malarka i fotograf[276]
  - Michel Piccoli – francuski aktor[277][278]
  - Philippe Redon – francuski piłkarz[279]
  - Andrzej Saciuk – polski śpiewak, aktor, reżyser i pedagog[280][281]
  - Edin Sprečo – bośniacki piłkarz[282]
  - Ernest Winberg – rosyjski matematyk[283]
- 11 maja
  - Francisco Aguilar – hiszpański piłkarz, reprezentant kraju[284]
  - Albert One – włoski piosenkarz i producent italo disco[285]
  - Mieczysław Banaczyk – polski działacz konspiracji niepodległościowej w czasie II wojny światowej, pułkownik WP w stanie spoczynku, kawaler orderów[286][287][288]
  - Gudar Beqiraj – albański matematyk, prezes Akademii Nauk Albanii (2017–2019)[289]
  - Janusz Dorobisz – polski historyk[290]
  - Edward Drąg – polski zawodnik, sędzia i działacz zapaśniczy[291]
  - Hutton Gibson – amerykański pisarz, sedewakantysta; ojciec Mela Gibsona[292]
  - Thorkild Grosbøll – duński duchowny luterański[293]
  - Arnold Hindera – polski samorządowiec, burmistrz Białej (2002–2014)[294]
  - Oleg Kowaliow – rosyjski polityk, gubernator obwodu riazańskiego[295]
  - Petr Nemšovský – czeski lekkoatleta, trójskoczek[296]
  - Tomasz Ogrodowczyk – polski twórca filmów przyrodniczych[297]
  - Roland Povinelli – francuski polityk, senator (2008–2014)[298]
  - Andrea Rinaldi – włoski piłkarz[299]
  - Jerzy Sakwiński – polski działacz związkowy, kawaler orderów[300]
  - Jerry Stiller – amerykański komik i aktor komediowy[301]
  - Miloslav Stingl(inne języki) – czeski pisarz, podróżnik i etnograf[302]
  - Tissa Wijesurendra – lankijski aktor[303]
- 10 maja
  - David Corrêa – brazylijski piosenkarz i kompozytor[304][305]
  - Shad Gaspard – amerykański wrestler i aktor[306]
  - Swietłana Grigorjewa – rosyjska aktorka[307]
  - Sai Gundewar – indyjski aktor[308]
  - Trivo Inđić – serbski prawnik, socjolog i dyplomata[309]
  - Tadeusz Milewski – polski działacz społeczny, paraolimpijczyk[310]
  - Sonny Parsons – filipiński aktor i piosenkarz[311]
  - Sérgio Sant’Anna – brazylijski pisarz[312]
  - Djoko Santoso – indonezyjski generał, dowódca sił zbrojnych[313]
  - Henryka Witalewska – polska dziennikarka i publicystka[314]
  - Betty Wright – amerykańska piosenkarka soulowa[315]
- 9 maja
  - Jan Aling – holenderski kolarz[316]
  - Renata Bogatek-Leszczyńska – polski biolog, prof. dr hab.[317]
  - Barbara Chlabicz – polska redaktorka[318][319]
  - Arthur Dignam – australijski aktor[320]
  - Antoni Huczyński – polski weterynarz, żołnierz AK, strzelec WP, uczestnik powstania warszawskiego, działacz kombatancki, youtuber[321]
  - Pedro Pablo León – peruwiański piłkarz[322]
  - Kristina Lugn – szwedzka poetka, dramatopisarka[323]
  - Abraham Palatnik – brazylijski artysta[324]
  - Little Richard – amerykański piosenkarz rock’n’rollowy, osobowość sceniczna i pastor[325]
  - Iepe Rubingh – holenderski artysta[326]
  - Teofil Wiśniewski – polski specjalista w zakresie budowy i eksploatacji maszyn, prof. dr hab. inż.[327][328]
- 8 maja
  - Mark Barkan – amerykański autor piosenek, producent muzyczny[329]
  - Tomás Carlovich – argentyński piłkarz[330]
  - Andrzej Derewońko – polski oficer, pułkownik rezerwy WP, szef Inspektoratu Wojskowej Ochrony Przeciwpożarowej (2002–2020)[331][332]
  - Krzysztof Dmitruk – polski literaturoznawca, prof. dr hab.[333][334]
  - Roy Horn – amerykański iluzjonista[335]
  - Dimitris Kremastinos – grecki lekarz kardiolog, polityk, minister zdrowia (1993–1996)[336]
  - Adi Kurdi – indonezyjski aktor[337]
  - Włodzimierz Niderhaus – polski producent filmowy; wieloletni dyrektor WFDiF[338]
  - Waldemar Otto – niemiecki rzeźbiarz[339]
  - Ritva Valkama – fińska aktorka[340]
  - Maciej Zieliński – polski prawnik, prof. dr hab.[341]
- 7 maja
  - Harry Bialor – amerykański kompozytor pochodzenia polsko-żydowskiego[342]
  - Daniel Cauchy – francuski aktor i producent filmowy[343]
  - Jurij Chazanow – rosyjski pisarz i tłumacz[344]
  - Peque Gallaga – filipiński aktor, reżyser i scenarzysta[345]
  - Wiktor Garcorz – polski zawodnik piłki ręcznej[346]
  - Ron Kurz – amerykański scenarzysta filmowy[347]
  - Daisy Lúcidi – brazylijska aktorka[348]
  - John Macurdy – amerykański śpiewak operowy (bas)[349]
  - Eugenio Ravignani – włoski duchowny katolicki, biskup[350]
  - Ty – brytyjski raper[351]
  - Maks Velo – albański architekt, malarz i poeta, więzień polityczny[352]
  - Henry Wermuth – amerykański przedsiębiorca pochodzenia niemiecko-żydowskiego, świadek holocaustu, autor książki wspomnieniowej[353]
  - Andrzej Wichrzycki – polski lekarz, specjalista w zakresie położnictwa i ginekologii, dr hab.[354][355]
  - Joseph Zhu Baoyu – chiński duchowny rzymskokatolicki, biskup Nanyang[356]
- 6 maja
  - Hamid Bernaoui – algierski piłkarz[357]
  - Dmitrij Bosow – rosyjski przedsiębiorca, miliarder[358][359]
  - Julian Grela – polski działacz sportowy[360]
  - Willy Hautvast – holenderski klarnecista, dyrygent i kompozytor[361]
  - Brian Howe – brytyjski piosenkarz i kompozytor, członek zespołu Bad Company[362]
  - Jean Le Dû – francuski językoznawca[363]
  - Tatjana Parkina – rosyjska aktorka[364]
  - Gwenda Wilkin – brytyjska akordeonistka[365]
  - Bernard Wojciechowski – polski animator życia muzycznego, nauczyciel i dyrygent, Honorowy Obywatel Miasta Piły[366]
- 5 maja
  - Siergiej Adian – ormiański matematyk[367]
  - Sweet Pea Atkinson – amerykański piosenkarz R&B[368]
  - Johanna Bassani – austriacka kombinatorka norweska[369]
  - Mirosław Daszkiewicz – polski kulturysta[370]
  - Małgorzata Drygas-Majka – polska samorządowiec, starosta lubińska (2006–2010)[371]
  - Spasoje Krunić – serbski architekt[372]
  - Aleksandar Neškov – serbski baletmistrz, solista Narodowej Opery Grecji[373]
  - Millie Small – jamajska piosenkarka[374]
  - Stanisław Sporny – polski patomorfolog, prof. dr. hab. med.[375][376]
  - Amador Suárez – hiszpański armator, działacz sportowy oraz gospodarczy[377][378]
- 4 maja
  - Ryszard Bogunowicz – polski dziennikarz[379][380]
  - Jonasz – rosyjski biskup prawosławny[381]
  - Michael McClure – amerykański pisarz, poeta[382]
  - Flávio Migliaccio – brazylijski aktor i reżyser filmowy[383]
  - Adam Reichhart – polski specjalista w zakresie budownictwa, profesor Politechniki Rzeszowskiej[384][385]
  - Don Shula – amerykański trener i zawodnik futbolu amerykańskiego[386]
  - Froilan Tenorio – amerykański polityk, gubernator Marianów Północnych (1994–1998)[387]
  - Dragan Vučić – macedoński muzyk i dziennikarz telewizyjny[388]
  - Andrzej Zięba – polski prawnik i politolog, profesor Uniwersytetu Jagiellońskiego[389]
- 3 maja
  - Shahindere Bërlajolli – kosowska piosenkarka[390]
  - Dionizy Dudek – polski specjalista w zakresie maszyn i urządzeń górnictwa odkrywkowego, prof. dr hab. inż.[391]
  - Rosalind Elias – amerykańska śpiewaczka operowa (mezzosopran)[392]
  - John Ericson – amerykański aktor[393]
  - Dave Greenfield – brytyjski muzyk, członek zespołu The Stranglers[394][395]
  - Pavle Jovanovic – amerykański bobsleista[396]
  - Bob Lander – szwedzki muzyk rockowy[397]
  - John Ridley – angielski piłkarz[398]
  - István Szilágyi – węgierski aktor[399]
  - Frederick C. Tillis – amerykański kompozytor, saksofonista jazzowy, poeta, pedagog muzyczny[400]
- 2 maja
  - Maret-Mai Otsa, estońska koszykarka (ur. 1931)
  - Richie Cole – amerykański saksofonista jazzowy, kompozytor[401]
  - Cady Groves – amerykańska piosenkarka[402][403]
  - Stefan Hambura – polsko-niemiecki adwokat i publicysta[404]
  - Idir – algierski muzyk ludowy[405]
  - Edmund Kozal – polski specjalista w zakresie hodowli zwierząt. prof. dr hab.[406]
  - Sante Mazzarolo – włoski przedsiębiorca, założyciel firmy Alpinestars[407]
  - Piotr Nowak – polski muzyk bluesowy, gitarzysta basowy związany z zespołami Blackout i Breakout[408][409]
  - Jan-Olof Strandberg – szwedzki aktor[410]
  - Halina Szostkiewicz – polska redaktorka i działaczka społeczna pochodzenia żydowskiego[411]
  - Wojciech Walendziak – polski inspektor policji, współorganizator i zastępca dyrektora Centralnego Biura Śledczego[412]
- 1 maja
  - Pier Luigi Alinari – włoski przedsiębiorca[413]
  - Mathew Anikuzhikattil – indyjski duchowny syromalabarski, biskup Idukki[414]
  - Lidia Bienias – polska aktorka[415]
  - Antonio Bolivar – kolumbijski aktor[416]
  - Edward Brzostowski – polski polityk, poseł na Sejm IV kadencji, samorządowiec, przedsiębiorca i działacz sportowy, prezes PZPN (1985–1986)[417]
  - Chung Hae-won – południowokoreański piłkarz i trener[418]
  - Feliks Drożdżowski – polski szpadzista[419][420]
  - Anne Heaton – bryryjska tancerka baletowa, pedagog[421]
  - Pawel Korolew – rosyjski polityk, wicepremier Republiki Krymu[422]
  - Zdzisław Krzywicki – polski śpiewak operowy i wykładowca akademicki[423][424]
  - Silvia Legrand – argentyńska aktorka[425]
  - Augustine Mahiga – tanzański polityk i dyplomata, minister spraw zagranicznych (2015–2019), przedstawiciel Tanzanii przy ONZ[426]
  - Antonina Ryżowa – rosyjska siatkarka, dwukrotna mistrzyni świata i wicemistrzyni olimpijska[427]
  - Tun Tin – birmański polityk, premier Birmy (1988)[428]
  - Jeorjos Zaimis – grecki żeglarz sportowy, mistrz olimpijski (1960)[429]

- data dzienna nieznana
  - Gregory Tyree Boyce – amerykański aktor[430][431]
  - Stefan Burkart – szwajcarski lekkoatleta, olimpijczyk[432]
  - Dan van Husen – niemiecki aktor[433]
  - Bolesław Jaksim – polski uczestnik II wojny światowej, major WP w stanie spoczynku, kawaler orderów[434]
  - Henryk Janas – polski plastyk[435]
  - Krisztina Jerger – węgierski historyk sztuki, działaczka na rzecz współpracy węgiersko-polskiej, dama orderów[436][437]
  - Kłyza – polski raper, członek grupy Miejski Sort[438]
  - John Mahon – amerykański aktor[439]
  - Siergiej Mochnatkin – rosyjski opozycjonista i obrońca praw człowieka[440]
  - Innokientij Pawłow – rosyjski duchowny prawosławny, historyk Kościoła, biblista i tłumacz[441]
  - Karol Rakowski – polski hokeista[442]
  - Richard Sala – amerykański karykaturzysta[443]
  - Luke Sandoe – angielski kulturysta[444][445]
  - Jerzy Sawicki – polski prawnik, dr hab., uczestnik powstania warszawskiego[446]
  - Tadeusz Szymanek – polski prawnik, sędzia i wykładowca akademicki, sędzia Sądu Najwyższego[447]
  - Bogumiła Truchlińska – polska filolog, dr hab.[448]